# Stawiszyn (województwo mazowieckie)
Stawiszyn – wieś w Polsce, położona w województwie mazowieckim, w powiecie białobrzeskim, w gminie Białobrzegi. Leży nad Pierzchnianką. 
Miejscowość jest siedzibą sołectwa Stawiszyn w skład którego wchodzi także wieś Dąbrówka. Według Narodowego Spisu Powszechnego z roku 2011 wieś liczyła 253 mieszkańców i była piątą co do liczby ludności miejscowością gminy. 
Prywatna wieś szlachecka, położona była w drugiej połowie XVI wieku w powiecie radomskim województwa sandomierskiego. W latach 1975–1998 miejscowość położona była w województwie radomskim.
W miejscowości od 2012 roku funkcjonuje Oddział Zewnętrzny Aresztu Śledczego w Grójcu. Wcześniej funkcjonowało Schronisko Dla Nieletnich. Obiekt zajmuje pomieszczenia zabytkowego pałacu Arkuszewskich. Otacza go cenny przyrodniczo park z trzema dębami szypułkowymi (160, 250 i 500 lat) i 90-letnim klonem zwyczajnym.
Wierni Kościoła rzymskokatolickiego należą do parafii Zwiastowania Najświętszej Maryi Panny w Jasionnej.